# Tour d'Erbalunga
La Tour d'Erbalunga (en corse : Torra d'Erbalunga) est une tour génoise en ruines située dans la commune de  Brando, dans le département français de la Haute-Corse.

## Protection
La tour d'Erbalunga est inscrite monument historique par arrêté du 24 janvier 1995. Sa propriété a été transférée de l'État français à la collectivité territoriale de Corse en novembre 2003.